# Chùa Keo (Hà Nội)
21°1′36″B 105°59′28″Đ / 21,02667°B 105,99111°Đ
Chùa Keo Hà Nội, có tên chữ là Báo Ân Trùng Nghiêm tự, nằm ở làng Chè, xã Kim Sơn, huyện Gia Lâm, Hà Nội. Chùa thờ bà Keo tức bà Pháp Vân là một trong tứ đại Phật Pháp thời cổ ở Việt Nam.

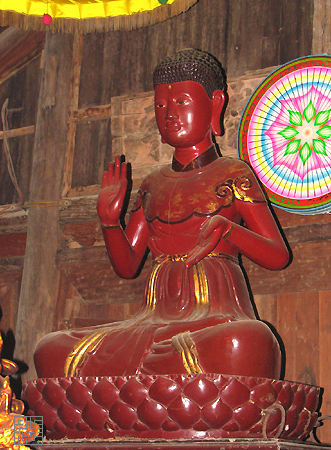
Tượng bà Keo tức đức Pháp Vân Phật

## Bà Keo
Truyền thuyết về bà Keo gắn với truyền thuyết Phật mẫu Man Nương và Tứ Pháp ở vùng Dâu Luy Lâu .
Tương truyền khi Sĩ Nhiếp cho tạc 4 pho Tượng Pháp Vân, Pháp Vũ, Pháp Lôi, Pháp Điện xong thì còn thừa một mẩu gỗ nhỏ nhất ở phần ngọn, người thợ tạc tượng họ Đào đã tạc thành một pho tượng Pháp Vân nhỏ hơn. Các pho tượng trước được chia về các chùa vùng Luy Lâu và đặt tên nôm theo tên làng là: Bà Dâu, Bà Đậu, Bà Tướng, Bà Dàn, còn pho tượng nhỏ nhất làng Keo rước về thờ và gọi là Bà Keo.
Tuy là hóa thân của chị cả Pháp Vân nhưng bà Keo là em út của Tứ Pháp. Tương truyền xưa kia bà Keo cũng được rước về dự hội Dâu mùng 8/4 như các chị, tuy nhiên bà nghịch ngợm nhất, có lần đám rước bà chạy đánh rơi cả mão vào đống phân trâu, sua hàng Tổng Dâu họp không cho bà vào nữa. Từ đó, Bà bái vọng về khu vực Dâu lễ Phật Mẫu chứ không vào chùa Dâu hội họp công đồng với Tứ Pháp như xưa.

## Lịch sử Chùa
Chùa Keo thuộc thôn Giao Tự tức làng Chè. Trước kia cả làng Chè (Giao Tự) và làng Keo (Giao Tất) đều có chung ngôi chùa nên gọi là chùa Keo.
Chùa được tọa lạc với diện tích trên 10.000m2 được thiết kế theo kiểu kiến trúc nội công ngoại quốc, phía trước là con lộ Thiên Lý (tức đương 181), phía sau là con sông Thiên Đức (tức sông Đuống). Hiện nay chùa vẫn giữ được vẻ cổ kính và là một ngôi chùa cổ ở Hà Nội
Tên Keo bắt nguồn từ nghĩa hai thôn Giao Tự và Giao Tất gắn bó với nhau như Keo Sơn. Làng Chè thuộc xã Kim Sơn, huyện Gia Lâm, Hà Nội.
Chùa có tất cả 47 pho tượng Phật, trong đó có nhiều pho tượng mang phong cách nghệ thuật thế kỷ 17 - 18. Trong đó, tượng bà Keo là một tác phẩm nghệ thuật ở thế kỷ 18. 
Chùa hiện còn giữ lại được 6 tấm bia đá, trong đó bia Hoằng Định 16 (1615), 1 chuông đúc thời Cảnh Thịnh (1794), 1 khánh đồng, 8 đạo sắc phong cùng nhiều đồ thờ tự, nhiều mảng chạm mang phong cách nghệ thuật thời nhà Lê.
Chùa đã được trùng tu nhiều lần, những lần trùng tu lớn còn được ghi rõ trên các bia 1611, 1638, 1787... Trong kháng chiến chống Pháp chùa bị hư hại nặng vì bom đạn giặc nên được trùng tu lớn vào năm 1933.
Năm 1993, chùa được công nhận di tích lịch sử - văn hóa.

## Lễ hội
Lễ hội chùa Keo xã Kim Sơn, huyện Gia Lâm, thành phố Hà Nội hàng năm được diễn ra vào ngày mùng 6 tháng 4 âm lịch. 